# Polarna površina molekula
Polarna površina molekula (engl. Polar Surface Area - PSA) definiše se kao suma površina svih polarnih atoma, prvenstveno kiseonika i azota, uključujući atome vodonika koji su vezani za njih.
PSA nalazi široku primenu u medicinskoj hemiji, kao parametar za optimizaciju sposobnosti leka da prodre u ćelije. Molekuli sa polarnom površinom većom od 140 angstroma kvadratnih ulavnom ispoljavaju slabu permeabilnost ćelijskih membrana. Da bi molekuli prošli kroz krvno-moždanu barijeru (i delovali na receptorima centralnog nervnog sistema), obično je neophodno da imaju PSA manju od 60 angstroma kvadratnih.

## Spoljašnje veze
- Архивирано на веб-сајту  (18. децембар 2020)